# Spodnji Kocjan
Spodnji Kocjan je naselje v Občini Radenci.